# 伯德角 (羅斯島)
77°10′S 166°41′E / 77.167°S 166.683°E
伯德角是南極洲的海岬，位於羅斯島北端，在1841年由詹姆斯·克拉克·羅斯率領的英國探險隊發現，以海軍中尉命名，現時由南極條約體系管理。